# Mrs. Officer
Mrs. Officer is een nummer van de Amerikaanse rapper Lil Wayne, in samenwerking met Bobby Valentino & Kidd Kidd. Het nummer werd uitgebracht op 9 september 2008 door het platenlabel Cash Money/Universal Motown en behaalde de 16e positie in de Billboard Hot 100.